# Hesperosuchus agilis
Hesperosuchus agilis è un rettile estinto, appartenente ai crocodilomorfi. Visse nel Triassico superiore (Carnico - Norico, circa 228 - 215 milioni di anni fa) e i suoi resti fossili sono stati ritrovati in Nordamerica. 

## Descrizione
Questo animale era di piccole dimensioni, e non doveva superare il metro e mezzo di lunghezza. Possedeva un corpo snello sorretto da due lunghe zampe posteriori, mentre le zampe anteriori erano piuttosto brevi. Hesperosuchus possedeva un cranio snello, basso e lungo, anche se più robusto rispetto a quello di altri animali simili come Sphenosuchus. Rispetto a quest'ultimo genere, l'orbita era più piccola, e la regione delle guance era più profonda. La premascella possedeva un profilo caratteristico, con le narici sporgenti in avanti. Rispetto all'europeo Saltoposuchus, il femore era più corto e le zampe anteriori più allungate.

## Classificazione
Questo animale venne descritto per la prima volta nel 1952 da Edwin Colbert, sulla base di alcuni fossili ritrovati nella formazione Chinle dell'Arizona. Altri fossili vennero poi scoperti in Nuovo Messico.
Hesperosuchus agilis (il cui nome significa "agile coccodrillo occidentale") è considerato un tipico rappresentante degli sfenosuchi, un gruppo di arcosauri specializzati vicini all'origine dei coccodrilli, inclusi nel gruppo dei crocodilomorfi. Tra le forme più affini a questo animale, si ricordano gli europei Terrestrisuchus e Saltoposuchus, il sudamericano Pseudhesperosuchus e il sudafricano Sphenosuchus.

## Paleoecologia
Hesperosuchus era un contemporaneo di Coelophysis, un primitivo dinosauro teropode predatore. A lungo si è ritenuto che Coelophysis fosse un animale cannibale, sulla base della presenza di presunti fossili di giovani esemplari nella regione dello stomaco di alcuni adulti. In almeno uno di questi casi, tuttavia, i fossili dei presunti giovani si sono dimostrati quelli di un Hesperosuchus o di una forma molto simile (Nesbitt et al., 2006).